# Paul Christoffel
Paul Christoffel (* 25. April 1960) ist ein Schweizer ehemaliger Eishockeyspieler.

## Karriere
Christoffel wuchs in Arosa auf und durchlief beim EHC Arosa alle Ligastufen. Er war schon als 17-Jähriger beim Aufstieg in die NLB mit von der Partie. In der Juniorenzeit war er auch Mitglied der Nationalteams, wo er gegen die tschechische Nationalmannschaft die zwei Tore zum 2:0 schoss und der Schweiz den Sieg einbrachte. In der Zeit unter Trainer Rudolf Killias kam es dann zu Unstimmigkeiten, weswegen Christoffel das Eishockeyspielen vorübergehend beendete.
Der neue Trainer Lasse Lilja holte ihn wieder zurück ins Kader des EHC Arosa. So ging es in der Saison 1979/80 in der NLA bergauf, der EHC Arosa wurde Anfang der Saison als Abstiegskandidat gehandelt, doch das junge Team erreichte 1980 mit guten Leistungen den Schweizer Meistertitel. Nach diesem Erfolg wechselte Paul Christoffel zum EHC Kloten.
Auf die Saison 1981/82 kam dann der Wechsel zum EV Zug, dort entwickelte sich Christoffel zu einem Führungsspieler, stieg mit diesem Verein von der 1. Liga bis in die NLA auf und spielte dann 1987 noch eine Saison unter Andy Murray in der obersten Liga. In diesen sieben Jahren beim EV Zug spielte er mit  Ivan Hlinka, Mats Waltin, Milan Kajkl, Don Laurence und Steve Jensen zusammen. In der ewigen Torschützenliste des EV Zug landete er nach 25 Jahren mit 233 Spielen und 159 Scorerpunkten auf dem achten Platz, nach 50 Jahren immer noch auf dem 11. Platz. Er wurde auch schon nach fünf Jahren Aktivzeit zum Freimitglied des EVZ, gewählt.
In der neuen Eishockey-Arena in Zug wurde Christoffel auch in der «Wall of Fame» aufgenommen, die nur Spieler mit hervorragenden Leistungen einbezieht.
Nach diesen Jahren beim EV Zug wurde Christoffel vom SC Rapperswil-Jona aus der NLB für zwei Jahre unter Vertrag genommen. Nach einer schweren Handgelenk-Verletzung konnte er nur noch mit speziell angefertigter Schiene spielen, was seine technischen Fähigkeiten so sehr beeinträchtigte, dass er die gewohnten spielerischen Leistungen nicht mehr erreichte. Der HC Martigny holte ihn trotz dieser schweren Verletzung ins Wallis. Er wechselte aber noch vor den Playoff-Spielen zurück in die NLA zum HC Lugano. Mit Lugano wurde er 1990 nochmals Vize-Schweizer-Meister.
Der neue Erstligist EHC Seewen bekam mit Constantin Stoffel einen neuen Trainer, der zusammen mit Christoffel beim EV Zug gespielt hatte. Dieser bat ihn 1991, noch eine Saison anzuhängen, damit der EHC Seewen die Chance habe, die 1. Liga zu halten. Dies gelang ihnen auch. Mit diesem letzten Erfolg beendete er seine Karriere.
Christoffel wurde im Jubiläumsjahr 2017 zum Anlass «50 Jahre EVZ» zusammen mit Wes Walz und Henrik Zetterberg als Stürmern, den Verteidigern Rafael Diaz und Dino Kessler und dem Torhüter Lars Weibel in das All-Star-Team gewählt.